# Bagongshan
Bagongshan (chiń. upr. 八公山区; chiń. trad. 八公山區; pinyin Bāgōngshān) – dzielnica miasta Huainan w prowincji Anhui we wschodnich Chińskiej Republice Ludowej. Liczba mieszkańców dzielnicy, w 2018 roku, wynosiła około 177000.